# Szegvár-tűzkövesi idol
Szegvár európai hírű nevezetessége az itt talált öt agyagszobrocska, melyek közül az első és a második a dr. Csalog József (1908–1978) régész-néprajzkutató vezetésével 1954–69 között megkutatott szegvár–tűzkövesi település E illetve F házából került elő. Az első szobrocskát a Sarlós Istennek is nevezik a kezében tartott, vállára hajló aratóeszköz, a sarló után. A második szobrocska alacsony zsámolyon ülő nőalakot ábrázol. A harmadik, ugyancsak trónuson ülő nőalakot formázó agyagszobrocska szórvány lelet volt. A negyedik, hermafrodita jegyeket mutató szobrocska a dr. Hegedűs Katalin által vezetett 1978-as ásatás során került elő, szórványleletként. Az ötödik szobrocska, az ún. Baltás Isten, 1989-ben talált szórványlelet.
A Kr. e. 5000-4400 között az Alföldön megtelepedett késő neolitikus Tisza-kultúra virágzó, több évszázadon keresztül lakott településeket hozott létre. A kultúra idején megfigyelhető gazdasági fellendülés és az azt kísérő társadalmi átalakulás a hitvilágban is változásokat idézett elő, melyek az idolplasztika változásában is nyomon követhetőek. E változások egyik legszembeszökőbb mozzanata a férfi istenségek megjelenése, megjelenítése.
Makkay János értelmezése szerint a szegvári Sarlós Isten az ókori keleti illetve görög mitológia egyik ismert mítoszának az őskori előképe lehetett, a sarlóval az Eget és a Földet elválasztó istenség előfutára.